# Hepatostolonophora
Hepatostolonophora es un género de musgos hepáticas perteneciente a la familia Geocalycaceae. Comprende 15 especies descritas y de estas, solo 4 aceptadas.

## Taxonomía
El género fue descrito por J.J.Engel & R.M.Schust.  y publicado en Journal of the Hattori Botanical Laboratory 46: 91. 1979[1979].

## Especies
- Hepatostolonophora abnormis (Besch. & C. Massal.) J.J. Engel & R.M. Schust.
- Hepatostolonophora conica (Stephani) Hässel de Menéndez
- Hepatostolonophora paucistipula (Rodway) J.J. Engel
- Hepatostolonophora rotata (Hook. f. & Taylor) J.J. Engel